# Antônio Augusto Ferreira da Silva
Antônio Augusto Ferreira da Silva (,  – Niterói, 26 de maio de 1933) foi um médico brasileiro.
Foi eleito membro da Academia Nacional de Medicina em 1901, sucedendo João Carlos Teixeira Brandão na Cadeira 01, que tem Joaquim Cândido Soares de Meireles como patrono.